# Robert Riemerschmid
Robert Riemerschmid (* 18. März 1885 in München; † 19. Februar 1963) war ein deutscher Chemiker, Nationalökonom, Unternehmer, Mitbegründer des Bayerischen Rundfunks und gilt als Erfinder des Getränkes Escorial.

## Leben

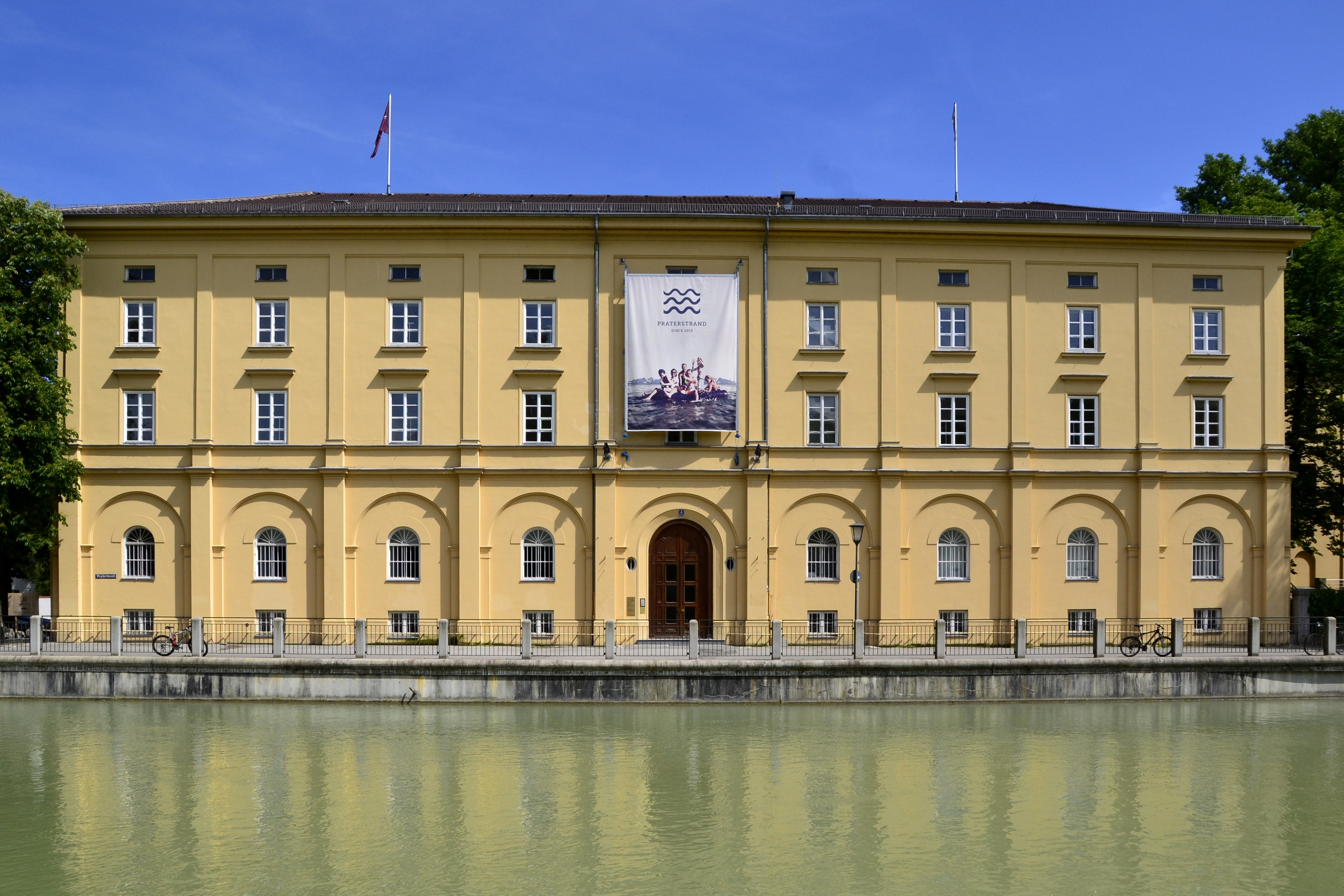
München Praterinsel, Unternehmensgruppe Riemerschmid

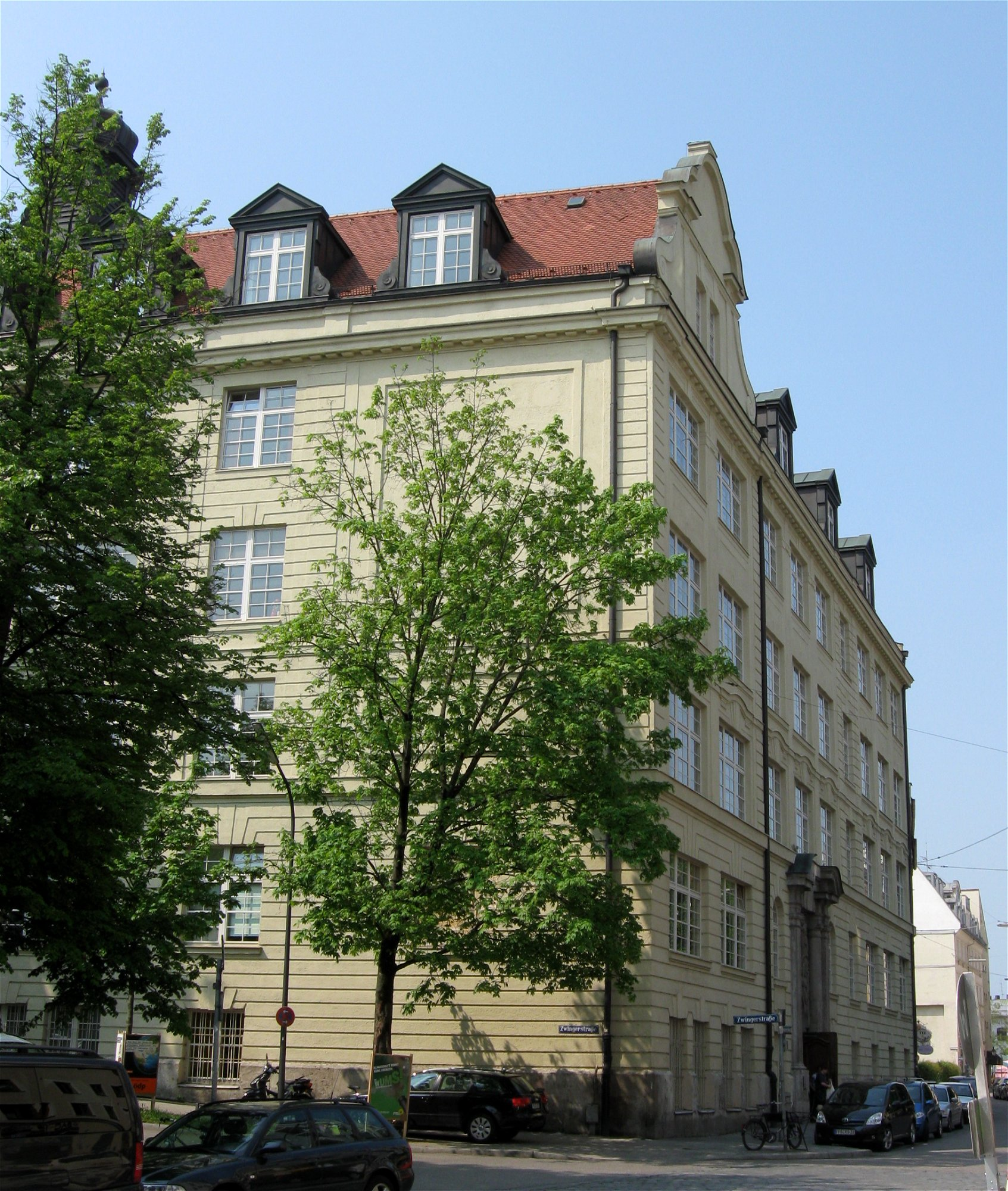
Städtische Riemerschmid-Wirtschaftsschule München

Robert Riemerschmid wurde als Sohn einer reichen und einflussreichen Unternehmerfamilie aus München geboren. Sein Onkel war der Künstler und Architekt Richard Riemerschmid, der zusammen mit Roberts Vater Dr. Carl Riemerschmid (* 1860 † 1915) die späteren Münchner Kammerspiele erbaute. Zu seinen Vorfahren zählt auch der Unternehmer Anton Riemerschmid. Robert Riemerschmid erlernte sein Handwerk im elterlichen Betrieb. Ein Studium schloss er 1910 mit der Promotion zum Dr. oec. publ. ab. 1910 erfand Robert Riemerschmid einen Likör, der als Escorial mehrmals Kultstatus erlangte. Von 1911 bis 1963 war Robert Riemerschmid mit der Unternehmensführung der Unternehmensgruppe Riemerschmid betraut, wobei sein Sohn Heinrich Riemerschmid (1918–1991) allerdings schon ab 1945 an der Unternehmensführung beteiligt war. Auch als Mäzen wurde er durch seine in den 1920er Jahren auf der Praterinsel veranstalteten Symposien und Vorträge mit international bekannten Wissenschaftlern, Künstlern, Literaten und Politikern bekannt.
Am 18. September 1922 war er zusammen mit Hermann Klöpfer, Josef Böhm und Ernst Ludwig Voss Mitbegründer der Deutschen Stunde in Bayern Gesellschaft für drahtlose Belehrung und Unterhaltung m.b.H., aus der später der Bayerische Rundfunk entstand.
Robert Riemerschmid war auch als Handelsrichter und 1924 im Bayerischen Landesausschuss der Deutschen Bank tätig sowie 1928–1932 Mitglied der Kaiser-Wilhelm-Gesellschaft.
Nach dem Tod Roberts 1963 übernimmt Sohn Heinrich Riemerschmid die alleinige Unternehmensleitung; seine Witwe Renate Müller-Riemerschmid (* 1938) war bis 2022 die Vorsitzende der 1948 von der Familie des Schulgründers Anton Riemerschmid gegründeten Heinrich-Riemerschmid-Stiftung, deren Ziel die Förderung der Berufsausbildung und Weiterbildung der leistungsstärksten Absolventinnen der Münchner Riemerschmid-Wirtschaftsschule ist.
Roberts jüngere Schwester Elsbeth Riemerschmid (1887–1972) heiratete mit Wilhelm Oldenbourg (1875–1960) den ältesten Sohn des Hans Oldenbourg (1849–1922), der in München eine Druckerei aufbaute, ihr 1880 eine Buchbinderei angliederte und 1912 zusammen mit seinem jüngeren Bruder Paul (1858–1936) den Zeitungsbetrieb die „Bayerische Staatszeitung“ schuf. Ehemann Wilhelm Oldenbourg war seit 1909 in den Verlagsbereichen Natur- und Geisteswissenschaften tätig, seit 1923 auch als Geschäftsführer der „Bayerischen Staatszeitung“. 1919–35 fungierte er zudem als Handelsrichter. Ihr Schwager Rudolf August von Oldenbourg (1845–1912) baute alle Verlagsbereiche so u. a. auch den Schulbuchverlag R. Oldenbourg auf.